# Barbara Budkiewiczowa
Barbara Budkiewicz (ur. 2 grudnia 1886 w Głuchówce (powiat mścisławski), zm. 21 sierpnia 1937 w Moskwie) – polska działaczka socjalistyczna i komunistyczna, historyk ruchu robotniczego.

## Życiorys
Córka Edmunda Czechowskiego. Pochodziła z rodziny ziemiańskiej. Od 1904 pracowała w fabryce w Warszawie. Działaczka PPS, od 1906 PPS-Lewicy. W 1909 wydalona z Królestwa Polskiego. Studiowała ekonomię na Université nouvelle de Bruxelles w Brukseli. Od 1913 w Petersburgu/Piotrogrodzie. Po rewolucji lutowej i obaleniu caratu w 1917 pracowała w Piotrogrodzkiej Radzie Delegatów Robotniczych i Żołnierskich. Po przewrocie bolszewickim (rewolucji październikowej) pracownik Komisariatu do Spraw Polskich, następnie kierownik sekcji polskiej wydziału oświaty guberni mohylewskiej, wykładowca na kursach czerwonych dowódców w Smoleńsku, kierownik polskich kursów politycznych przy sztabie Frontu Zachodniego w czasie wojny bolszewicko-polskiej. W latach 1921–1923 kierowała sekcją polską na Komunistycznym Uniwersytecie Mniejszości Narodowych Zachodu w Moskwie, była zastępcą sekretarza naukowego Komisariatu Ludowego Oświaty RFSRR. W latach 1926–1930 wykładowca na Komunistycznym Uniwersytecie Białorusi, w latach 1930–1933 pracownik Białoruskiej Akademii Nauk w Mińsku (sekretarz naukowy Instytutu Polskiej Kultury Proletariackiej). Od 1934 docent w katedrze historii powszechnej na Komunistycznym Uniwersytecie Mniejszości Narodowych Zachodu w Moskwie. Obok Bronisława Szmidta i Józefa Krasnego należała do czołowych historyków polskich-komunistów w ZSRR. Po likwidacji KUMNZ w maju 1936 pracownik naukowy wydawnictw: „Historia wojny domowej” i „Historia przedsiębiorstw”.
W czasie „wielkiego terroru” 14 czerwca 1937 aresztowana przez NKWD, w pięć dni po aresztowaniu jej męża Stanisława. 21 sierpnia 1937 skazana na śmierć przez Kolegium Wojskowe Sądu Najwyższego ZSRR z zarzutu o udział w antysowieckiej organizacji terrorystycznej, stracona tego samego dnia. Skremowana w krematorium na Cmentarzu Dońskim, prochy pochowano anonimowo (obecnie Mogiła Zbiorowa nr 1. na Nowym Cmentarzu Dońskim).
Zrehabilitowana 26 maja 1956 postanowieniem Kolegium Wojskowego SN ZSRR.

## Rodzina
W 1913 zawarła w Petersburgu związek małżeński ze Stanisławem Budkiewiczem (1887-1937). Małżeństwo miało dwoje dzieci: Marię i Andrzeja.

## Wybrane publikacje
- Ruch robotniczy w Królestwie Polskim w latach 1870–1890, cz. 1: Rozwój i koncentracja przemysłu, położenie proletarjatu, ruch strajkowy, Mińsk: Białoruska Akademia Nauk 1934.